# Gajari
Gajari (nep. गाजरी) – gaun wikas samiti w zachodniej części Nepalu w strefie Mahakali w dystrykcie Baitadi. Według nepalskiego spisu powszechnego z 2011 roku liczył on 694 gospodarstwa domowe i 4403 mieszkańców (2231 kobiet i 2172 mężczyzn).